# Eugenia madugodaense
Eugenia madugodaense är en myrtenväxtart som beskrevs av André Joseph Guillaume Henri Kostermans. Eugenia madugodaense ingår i släktet Eugenia och familjen myrtenväxter.
Artens utbredningsområde är Sri Lanka. Inga underarter finns listade i Catalogue of Life.